# Daniel le Pelley
Daniel le Pelley (1694 – 1752) è stato il dodicesimo Signore di Sark dal 1743 alla morte, avvenuta nel 1752.
Figlio di Susanne Le Gros, che aveva acquistato il titolo di Dama di Sark, e Nicholas Le Pelley, ereditò il titolo alla morte del fratello nel 1742, non avendo questi generato un erede.
Sposò Elizabeth Stephens ed alla sua morte gli succedette il figlio Pierre le Pelley I, a causa della minore età di quest'ultimo, fino al 1757 Elizabeth Le Lacheur, figlia di Henry Le Lacheur e Marguerite Rouget, moglie di Pierre le Pelley, figlio di Thomas Le Pelley e Rachel Robert, esercitò la reggenza.